# Hudson-strædet
Hudson-strædet (engelsk: Hudson Strait) er et stræde i Canada som strækker sig i øst-vestlig retning mellem Hudsonbugten og Labradorhavet i tilknytning til Atlanterhavet. Det adskiller Baffin ø i nord fra Ungava-halvøen i Quebec og Labrador i syd. Hudson-strædet er omkring 640 km langt og 100 km bredt.
Hudson-strædet er omkring 500 meter dybt. Strædet har navn efter Henry Hudson.